# 忠沢一弘
忠沢 一弘（ちゅうざわ かずひろ）は、日本の実業家。サッポロビールで執行役員を務めた。

## 来歴
大阪府出身。1985年に甲南大学を卒業し、サッポロビールに入社した。
東北本部・仙台支社長や首都圏本部・横浜統括支社長を歴任した。
2017年に執行役員に就任し、2020年3月まで近畿圏本部の副本部長を務める。
2021年4月に、北海道で焼鳥店「串鳥」を展開する札幌開発の社長に就任した。札幌開発では初の外部からの社長となる。就任後は不採算店舗を統合する一方、北海道外への展開拡大に取り組むとしている。